# Élections législatives tongiennes de 2014
Des élections législatives se sont tenues au Royaume des Tonga le 25 novembre 2014, pour élire les vingt-six membres du Fale Alea, l'Assemblée législative. Les Tonga sont une monarchie constitutionnelle et une démocratie parlementaire.
Il s'agit des secondes élections depuis les réformes démocratiques qui ont conféré en 2010 une majorité de sièges aux élus du peuple. Comme pour les élections de novembre 2010, les citoyens roturiers élisent dix-sept députés, tandis que les membres de la noblesse tongienne élisent neuf nobles héréditaires pour les représenter. Le roi Tupou VI conserve la possibilité de nommer des députés supplémentaires, mais uniquement sur recommandation de son Premier ministre. À la suite des élections, l'Assemblée doit renouveler sa confiance dans le Premier ministre sortant, Lord Tuʻivakano, ou bien choisir un nouveau Premier ministre, qui sera alors formellement nommé par le roi.
Bien que le député sans étiquette Samiu Vaipulu soit donné favori pour le poste de Premier ministre, ayant le soutien affiché des nobles, c'est ʻAkilisi Pohiva qui est choisi par quinze députés contre onze, le 29 décembre, pour prendre la tête du gouvernement. Dirigeant vétéran du mouvement pour la démocratie, Pohiva est alors le premier roturier élu député à être élu Premier ministre par un Parlement lui-même majoritairement élu. (Feleti Sevele, roturier, avait été nommé Premier ministre par le roi en 2006, et non pas choisi par l'Assemblée législative. Tandis qu'en 2010, le premier Parlement majoritairement élu avait choisi un noble, Lord Tuʻivakano, pour mener le gouvernement.) Au moment de son élection, Pohiva est le doyen de l'Assemblée, où il siège depuis 1987,.

## Contexte
Lors des élections de 2010, le Parti démocrate des îles des Amis (PDIA), emmené par ʻAkilisi Pohiva, activiste vétéran des campagnes pour la démocratie, avait remporté douze des six-sept sièges réservés aux élus du peuple ; les autres avaient été remportés par des candidats sans étiquette. (Pour leur part, les élus de la noblesse n'appartiennent à aucun parti politique.) Pohiva, député de la circonscription de Tongatapu 1, avait brigué le poste de Premier ministre, mais les nobles et les députés sans étiquette avaient confié cette fonction à Lord Tuʻivakano. Le PDIA était alors devenu de facto le parti d'opposition au nouveau gouvernement.
Estimant que les réformes de 2010 devaient être perçues comme une première étape dans un processus de démocratisation, le PDIA introduisit en octobre 2013 une proposition de loi (via ‘Aisake ‘Eke, député de Tongatapu 5) qui aurait permis aux citoyens d'élire le Premier ministre au suffrage direct, en le choisissant parmi les vingt-six députés. La proposition fut rejetée par quinze voix contre six, ne recueillant pas même le soutien de tous les députés du parti.
Pohiva souhaitait une réforme électorale accrue, afin que les vingt-six députés soient tous élus par les citoyens. La noblesse conserverait ses neuf sièges, mais les nobles à l'Assemblée seraient élus par le peuple. Cette idée n'a néanmoins pas été prise en compte.

## Système électoral
Depuis 2010, le pays est divisé en dix-sept circonscriptions uninominales pour l'élection des dix-sept représentants du peuple. Y sont superposées les quatre circonscriptions pour l'élection des représentants de la noblesse : une circonscription couvrant Tongatapu et ʻEua (quatre sièges), une couvrant les îles Vavaʻu (deux sièges), une les îles Haʻapai (deux sièges), et une les îles de Niuafoʻou et Niuatoputapu (un siège). Dans toutes les circonscriptions, le scrutin majoritaire à un tour, hérité du modèle britannique, est employé.
Tous les citoyens tongiens âgés d'au moins 21 ans, autres que les nobles et les membres de la famille royale, peuvent élire les représentants du peuple, dans leurs circonscriptions respectives. Seules sont exclues les « personnes mentalement inaptes » et les « personnes sous le coup de poursuites pour endettement ». Quant aux circonscriptions pour la noblesse, le droit de vote est accordé aux membres de la noblesse héréditaire et aux pairs à vie, bien que seuls les pairs héréditaires aient le droit d'être élus. Il y a trente-trois titres de noblesse héréditaires, tous réservés aux hommes. Certains sont ponctuellement vacants ; d'autres appartiennent à des membres de la famille royale. Il y a huit pairs à vie (tous masculins), roturiers élevés à un titre de noblesse par le monarque.

## Partis et candidats
Le Parti démocrate (PDIA) est le seul parti politique conséquent du pays. En raison du poids de la noblesse au Parlement, ce parti n'a toutefois jamais dirigé un gouvernement.
En juillet 2014, le chef du parti, ʻAkilisi Pohiva, annonce qu'un comité du parti a suspendu du parti quatre députés sortants (Sitiveni Halapua, Sione Taione, Semisi Tapueluelu et Sunia Fili), leur interdisant de se présenter aux élections de novembre sous l'étiquette du PDIA. La raison n'en est pas immédiatement précisée. Peu après, il est indiqué que deux autres députés (ʻIsileli Pulu et Falisi Tupou) n'ont pas été sélectionnés comme candidats du parti, bien qu'ils en demeurent membres. Les six hommes annoncent qu'ils se présenteront comme candidats sans étiquette. Le PDIA présente un candidat dans chaque circonscription, mais ne re-présente ainsi que cinq de ses députés sortants.
Il y a 106 candidats au total pour les dix-sept sièges des élus du peuple, dont seize femmes. Parmi les dix-sept députés sortants, deux ne se représentent pas : Sitiveni Halapua (ex-PDIA, Tongatapu 3) et ‘Uliti Uata (PDIA, Ha’apai 13).

## Résultats
À l'instar de l'élection précédente, aucune femme n'est élue députée.

### Par parti
| Parti | Parti                             | Dirigeant       | Circonscription du dirigeant | Sièges | +/-           |
| ----- | --------------------------------- | --------------- | ---------------------------- | ------ | ------------- |
|       | Parti démocrate des îles des Amis | ʻAkilisi Pohiva | Tongatapu 1                  | 9      | 3             |
|       | Candidats sans étiquette          | n/a             | n/a                          | 8      | 3             |
|       | Autres partis                     | n/a             | n/a                          | 0      | en stagnation |
|       | Noblesse                          | n/a             | n/a                          | 9      | en stagnation |
| Total | Total                             | Total           | Total                        | 26     | en stagnation |

À noter que Vuna Fa’otusia, élu sans étiquette pour la circonscription de Tongatapu 7, rejoint le Parti démocrate après son élection, conférant un total de dix sièges au parti.

### Représentants du peuple
Liste complète des résultats par circonscription,, :
Tongatapu 1
| Candidat | Candidat          | Parti     | Voix | Pourcentage | Résultat | Remarques      |
| -------- | ----------------- | --------- | ---- | ----------- | -------- | -------------- |
|          | ‘Ilisapesi Baker  | (inconnu) | 191  |             |          |                |
|          | William Cocker    | (inconnu) | 437  |             |          |                |
|          | Soloni Lutui      | (inconnu) | 7    |             |          |                |
|          | Mosese Manuofetoa | (inconnu) | 325  |             |          |                |
|          | ‘Emeline Tuita    | (inconnu) | 71   |             |          |                |
|          | ‘Akilisi Pohiva   | PDIA      | 1422 |             | réélu    | député sortant |
|          | ‘Ana Bing Fonua   | (inconnu) | 129  |             |          |                |
|          | ‘Eliesa Fifita    | (inconnu) | 74   |             |          |                |

Tongatapu 2
| Candidat | Candidat               | Parti              | Voix | Pourcentage | Résultat | Remarques      |
| -------- | ---------------------- | ------------------ | ---- | ----------- | -------- | -------------- |
|          | Semisi Sika            | PDIA               | 1050 |             | réélu    | député sortant |
|          | Soane Patita Fifita    | (inconnu)          | 180  |             |          |                |
|          | Tevita Kaitu’u Fotu    | (inconnu)          | 424  |             |          |                |
|          | Sione Tu’itavake Fonua | Langafonua Tu'uloa | 526  |             |          |                |

Tongatapu 3
| Candidat | Candidat              | Parti                        | Voix | Pourcentage | Résultat | Remarques                      |
| -------- | --------------------- | ---------------------------- | ---- | ----------- | -------- | ------------------------------ |
|          | William Clive Edwards | Parti démocrate populaire    | 503  |             |          | ministre de la Justice sortant |
|          | Gabriella ‘Ilolahia   | (inconnu)                    | 107  |             |          |                                |
|          | Siaosi Sovaleni       | sans étiquette               | 975  |             | élu      |                                |
|          | Simote Vea            | PDIA                         | 440  |             |          |                                |
|          | Paula Lavulo          | (inconnu)                    | 13   |             |          |                                |
|          | Tevita Palu           | (inconnu)                    | 688  |             |          |                                |
|          | Mele ‘Amanaki         | Parti démocrate travailliste | 142  |             |          |                                |

Tongatapu 4
| Candidat | Candidat            | Parti          | Voix | Pourcentage | Résultat | Remarques                              |
| -------- | ------------------- | -------------- | ---- | ----------- | -------- | -------------------------------------- |
|          | Polikalepo Tuaileva | (inconnu)      | 93   |             |          |                                        |
|          | ‘Etuate Sakalia     | (inconnu)      | 160  |             |          |                                        |
|          | Felise ‘Ulupano     | (inconnu)      | 37   |             |          |                                        |
|          | Edgar Cocker        | (inconnu)      | 481  |             |          |                                        |
|          | Tominiko Kama       | (inconnu)      | 4    |             |          |                                        |
|          | Tevita Koloamatangi | (inconnu)      | 51   |             |          |                                        |
|          | Mateni Tapueluelu   | PDIA           | 761  |             | élu      |                                        |
|          | Seketi Fuko         | (inconnu)      | 237  |             |          |                                        |
|          | ‘Isileli Pulu       | sans étiquette | 541  |             | battu    | député sortant ; élu Démocrate en 2010 |

Tongatapu 5
| Candidat | Candidat        | Parti     | Voix | Pourcentage | Résultat | Remarques                                                                   |
| -------- | --------------- | --------- | ---- | ----------- | -------- | --------------------------------------------------------------------------- |
|          | Lia Manatufa’oa | (inconnu) | 71   |             |          |                                                                             |
|          | ‘Aisake ‘Eke    | PDIA      | 1621 |             | réélu    | ministre des Finances sortant ; député sortant ; élu sans étiquette en 2010 |
|          | Viliami Mangisi | (inconnu) | 41   |             |          |                                                                             |
|          | Maliu Takai     | (inconnu) | 1076 |             |          |                                                                             |

Tongatapu 6
| Candidat | Candidat            | Parti          | Voix | Pourcentage | Résultat | Remarques                              |
| -------- | ------------------- | -------------- | ---- | ----------- | -------- | -------------------------------------- |
|          | Sione Tafuna        | (inconnu)      | 316  |             |          |                                        |
|          | Siosifa Tu’utafaiva | sans étiquette | 589  |             | battu    | député sortant ; élu Démocrate en 2010 |
|          | Salesi Fotu         | PDIA           | 890  |             |          |                                        |
|          | Poasi Tei           | sans étiquette | 1010 |             | élu      |                                        |

Tongatapu 7
| Candidat | Candidat               | Parti          | Voix | Pourcentage | Résultat | Remarques                                                                  |
| -------- | ---------------------- | -------------- | ---- | ----------- | -------- | -------------------------------------------------------------------------- |
|          | ‘Amanaki Paea Molitika | (inconnu)      | 31   |             |          |                                                                            |
|          | Sione Sangster Saulala | sans étiquette | 741  |             | battu    | ministre de l'Agriculture sortant ; député sortant ; élu Démocrate en 2010 |
|          | Pinomi Prescott        | (inconnu)      | 40   |             |          |                                                                            |
|          | ‘Atalasa Pouvalu       | (inconnu)      | 94   |             |          |                                                                            |
|          | Sione Vuna Fa’otusia   | sans étiquette | 796  |             | élu      |                                                                            |
|          | Siosifa Filini Sikuea  | (inconnu)      | 28   |             |          |                                                                            |
|          | Mavaetangi Manavahetau | (inconnu)      | 197  |             |          |                                                                            |
|          | Sipola Halafihi        | PDIA           | 660  |             |          |                                                                            |

Tongatapu 8
| Candidat | Candidat         | Parti          | Voix | Pourcentage | Résultat | Remarques                              |
| -------- | ---------------- | -------------- | ---- | ----------- | -------- | -------------------------------------- |
|          | Semisi Fakahau   | PDIA           | 991  |             | élu      |                                        |
|          | Mafile’o Mataele | (inconnu)      | 32   |             |          |                                        |
|          | Tevita Tu’i Uata | (inconnu)      | 880  |             |          |                                        |
|          | Sione Taione     | sans étiquette | 645  |             | battu    | député sortant ; élu Démocrate en 2010 |
|          | Sipaisi Kutu     | (inconnu)      | 12   |             |          |                                        |

Tongatapu 9
| Candidat | Candidat            | Parti          | Voix | Pourcentage | Résultat | Remarques      |
| -------- | ------------------- | -------------- | ---- | ----------- | -------- | -------------- |
|          | Samipeni Finau      | (inconnu)      | 194  |             |          |                |
|          | Vika Fusimalohi     | (inconnu)      | 597  |             |          |                |
|          | Tevita Tupu’ofa     | (inconnu)      | 496  |             |          |                |
|          | Lemasingo Tania Nai | (inconnu)      | 84   |             |          |                |
|          | Penisimani Fifita   | PDIA           | 648  |             | élu      |                |
|          | Falisi Tupou        | sans étiquette | 542  |             | battu    | député sortant |

Tongatapu 10
| Candidat | Candidat            | Parti          | Voix | Pourcentage | Résultat | Remarques      |
| -------- | ------------------- | -------------- | ---- | ----------- | -------- | -------------- |
|          | Seini Teu           | (inconnu)      | 45   |             |          |                |
|          | Daniel Fale         | (inconnu)      | 438  |             |          |                |
|          | Semisi Tapueluelu   | sans étiquette | 283  |             | battu    | député sortant |
|          | Pohiva Tuionetoa    | PDIA           | 1369 |             | élu      |                |
|          | Faka’osilea Kaufusi | (inconnu)      | 826  |             |          |                |

ʻEua 11
| Candidat | Candidat           | Parti          | Voix | Pourcentage | Résultat | Remarques      |
| -------- | ------------------ | -------------- | ---- | ----------- | -------- | -------------- |
|          | Sunia Fili         | sans étiquette | 716  |             | battu    | député sortant |
|          | Tevita Lavemaau    | PDIA           | 760  |             | élu      |                |
|          | Silivia Mahe       | (inconnu)      | 7    |             |          |                |
|          | Suliasi ‘Aholelei  | (inconnu)      | 57   |             |          |                |
|          | Taniela Fusimalohi | (inconnu)      | 618  |             |          |                |

Haʻapai 12
| Candidat | Candidat         | Parti          | Voix | Pourcentage | Résultat | Remarques      |
| -------- | ---------------- | -------------- | ---- | ----------- | -------- | -------------- |
|          | Vili Hingano     | sans étiquette | 535  |             | élu      |                |
|          | Moale Finau      | PDIA           | 532  |             | battu    | député sortant |
|          | Pita Taufatofua  | (inconnu)      | 396  |             |          |                |
|          | Pita Vi          | (inconnu)      | 158  |             |          |                |
|          | Tu’ivaita Ueleni | (inconnu)      | 69   |             |          |                |
|          | Latiume Kaufusi  | (inconnu)      | 18   |             |          |                |

Haʻapai 13
| Candidat | Candidat              | Parti     | Voix | Pourcentage | Résultat | Remarques |
| -------- | --------------------- | --------- | ---- | ----------- | -------- | --------- |
|          | ‘Anau ki Lifuka ‘Anau | (inconnu) | 139  |             |          |           |
|          | Samiuela Fangaloka    | (inconnu) | 443  |             |          |           |
|          | Veivosa Taka          | PDIA      | 823  |             | élu      |           |
|          | Sosaia Helu           | (inconnu) | 156  |             |          |           |
|          | Sione Talanoa Fifita  | (inconnu) | 103  |             |          |           |

Vavaʻu 14
| Candidat | Candidat                 | Parti          | Voix | Pourcentage | Résultat | Remarques      |
| -------- | ------------------------ | -------------- | ---- | ----------- | -------- | -------------- |
|          | Tongovua Toloke Appleton | (inconnu)      | 34   |             |          |                |
|          | Taniela Kivalu           | (inconnu)      | 17   |             |          |                |
|          | Matini Veikune           | (inconnu)      | 79   |             |          |                |
|          | Saia Piukala             | sans étiquette | 1232 |             | élu      |                |
|          | Lisiate ‘Akolo           | sans étiquette | 739  |             | battu    | député sortant |
|          | Tu’amelie Kemoe’atu      | (inconnu)      | 70   |             |          |                |
|          | Latuniua Lepolo          | PDIA           | 272  |             |          |                |

Vavaʻu 15
| Candidat | Candidat             | Parti          | Voix | Pourcentage | Résultat | Remarques                                      |
| -------- | -------------------- | -------------- | ---- | ----------- | -------- | ---------------------------------------------- |
|          | ‘Alekisio Kaita’eifo | (inconnu)      | 77   |             |          |                                                |
|          | Alvin Moa            | (inconnu)      | 36   |             |          |                                                |
|          | Viliami Kaufusi Helu | (inconnu)      | 20   |             |          |                                                |
|          | Henele Fononga       | (inconnu)      | 9    |             |          |                                                |
|          | Tomifa Paea          | (inconnu)      | 524  |             |          |                                                |
|          | Sione Mailangi       | (inconnu)      | 95   |             |          |                                                |
|          | Samiu Vaipulu        | sans étiquette | 747  |             | réélu    | vice-Premier ministre sortant ; député sortant |
|          | Sapate Toke          | (inconnu)      | 31   |             |          |                                                |
|          | ‘Anisi Bloomfield    | PDIA           | 472  |             |          |                                                |
|          | Kerry Lavaki         | (inconnu)      | 166  |             |          |                                                |
|          | Viliami Pasikala     | (inconnu)      | 16   |             |          |                                                |
|          | Salesi Kauvaka       | (inconnu)      | 27   |             |          |                                                |

Vavaʻu 16
| Candidat | Candidat             | Parti          | Voix | Pourcentage | Résultat | Remarques                                     |
| -------- | -------------------- | -------------- | ---- | ----------- | -------- | --------------------------------------------- |
|          | Tupoulahi Manuofetoa | (inconnu)      | 212  |             |          |                                               |
|          | ‘Ikani Taliai        | (inconnu)      | 87   |             |          |                                               |
|          | ‘Ipeni Siale         | PDIA           | 346  |             |          |                                               |
|          | Viliami Lolohea      | (inconnu)      | 106  |             |          |                                               |
|          | Viliami Latu         | sans étiquette | 627  |             | battu    | ministre du Commerce sortant ; député sortant |
|          | ‘Aisea Siliveinusi   | (inconnu)      | 135  |             |          |                                               |
|          | ‘Etuate Lavulavu     | sans étiquette | 767  |             | élu      |                                               |

Niuas 17
| Candidat | Candidat                | Parti          | Voix | Pourcentage | Résultat | Remarques                                                   |
| -------- | ----------------------- | -------------- | ---- | ----------- | -------- | ----------------------------------------------------------- |
|          | Fe’ao Vakata            | sans étiquette | 519  |             | réélu    | ministre des Entreprises publiques sortant ; député sortant |
|          | Vaotau Hui              | (inconnu)      | 219  |             |          |                                                             |
|          | Sione Peauafi Haukinima | PDIA           | 138  |             |          |                                                             |

### Représentants de la noblesse
La noblesse tongienne est composée de trente-trois titres héréditaires et (en 2014) de six titres de pairs à vie. Tous peuvent voter, mais seuls les nobles héréditaires peuvent être élus. Au moment de l'élection, quatre titres de la noblesse héréditaire (Ma’atu, ‘Ahome’e, Fohe et Fielakepa) sont vacants.
Lord Fakafanua, président de l'Assemblée sortante, a quitté le pays pour poursuivre des études à l'étranger, et n'est donc pas candidat. Les huit autres membres sortants sont réélus.
Liste des élus :
Tongatapu et ʻEua (quatre sièges)
| Candidat | Candidat        | Voix | Changement (par rapport à 2010) | Résultat | Remarques                                 |
| -------- | --------------- | ---- | ------------------------------- | -------- | ----------------------------------------- |
|          | Lord Vaea       | 11   | +2                              | réélu    | ministre de l'Intérieur sortant           |
|          | Lord Maʻafu     | 10   | +0                              | réélu    | ministre des Terres sortant               |
|          | Lord Tuʻivakano | 8    | -5                              | réélu    | Premier ministre sortant                  |
|          | Lord Nuku       | 7    | n/a                             | réélu    | élu en 2012 lors d'une élection partielle |

Haʻapai (deux sièges)
| Candidat | Candidat           | Voix | Changement (par rapport à 2010) | Résultat | Remarques |
| -------- | ------------------ | ---- | ------------------------------- | -------- | --------- |
|          | Lord Tuʻihaʻateiho | 4    | +0                              | réélu    |           |
|          | Lord Tu'iha'angana | 4    | +4                              | élu      |           |

Vavaʻu (deux sièges)
| Candidat | Candidat        | Voix | Changement (par rapport à 2010) | Résultat | Remarques                    |
| -------- | --------------- | ---- | ------------------------------- | -------- | ---------------------------- |
|          | Lord Tuʻiʻafitu | 5    | +1                              | réélu    | ministre de la Santé sortant |
|          | Lord Tuʻilakepa | 4    | +0                              | réélu    |                              |

Niuas (un siège)
| Candidat | Candidat      | Voix | Changement (par rapport à 2010) | Résultat | Remarques |
| -------- | ------------- | ---- | ------------------------------- | -------- | --------- |
|          | Lord Fusituʻa | 2    | +1                              | réélu    |           |

### Désignation du Premier ministre
À la suite de l'élection, les neuf élus de la noblesse s'accordent à soutenir Lord Vaea pour le poste de Premier ministre. Les élus du peuple, du Parti démocrate ou sans étiquette, s'accordent toutefois sur la nécessité de choisir un élu du peuple comme Premier ministre. Après plusieurs jours de négociation, les nobles renoncent à l'idée de présenter l'un des leurs au poste. Les sept députés sans étiquette s'accordent à proposer Samiu Vaipulu (vice-Premier ministre sortant). Vaipulu est ouvertement soutenu par les représentants de la noblesse, tandis que le Parti démocrate présente naturellement ʻAkilisi Pohiva comme candidat. L'élection a lieu le 29 décembre, à bulletin secret. À la surprise générale, Pohiva rassemble suffisamment de voix au-delà de son camp pour être élu Premier ministre, par quinze voix contre onze. Ce moment est décrit par la presse comme historique, consacrant la longue campagne de Pohiva pour plus de démocratie dans le pays,. Le gouvernement Pohiva, constitué presque exclusivement de roturiers, et majoritairement de membres du Parti démocrate, est nommé le 30 décembre.

## Suites
En décembre 2015, l'élection de Mateni Tapueluelu en tant que député de Tongatapu est invalidée par la Cour suprême. N'ayant jamais payé une amende qui lui avait été infligée pour diffamation en 2011, il ne remplissait pas les conditions nécessaires pour être candidat. Cette invalidation est néanmoins rejetée en appel en avril 2016, permettant au député de retrouver son siège.
Le 29 janvier 2016, ‘Etuate Lavulavu, député sans étiquette de Vava‘u 16 et ministre des Infrastructures, est reconnu coupable de corruption électorale ; son élection est annulée. Une élection partielle a lieu pour ce siège le 16 juillet. Akosita Lavulavu, l'épouse du député déchu, est élue à sa succession.